# Sonja Ruf
Sonja Ruf (* 10. April 1967 in Pforzheim) ist eine deutsche Schriftstellerin. Sie veröffentlichte auch unter dem Pseudonym Franziska Steinrauch.

## Leben
Sonja Ruf wuchs in Schömberg im Nordschwarzwald auf. Nach dem Abitur 1986 absolvierte sie in Stuttgart eine Ausbildung als Verlagsbuchhändlerin. Anschließend zog sie nach Frankfurt am Main und schrieb sich für Mittlere und Neuere Geschichte ein. Nach dem ersten literarischen Erfolg 1996 entschied sie sich, ihr Ziel, Schriftstellerin zu werden, konsequent zu verfolgen. Zum Broterwerb arbeitete sie jedoch als Lektorin, Erzieherin, Ghostwriterin, Lokaljournalistin, Postausträgerin, Dramaturgin, in einem Anwaltsbüro, in einem Geschichtsverein, in einer Buchhandlung und einer Versandbuchhandlung. 2001 zog sie nach Darmstadt, 2005 nach Leipzig und 2009 nach Bad Neustadt an der Saale.
Sie gab auch Kurse in Kreativem Schreiben.
Ruf ist mit dem Lautperformer Karl-Heinz Heydecke verheiratet. 2012 zog sie mit ihm nach Saarbrücken, wo sie eine Ausbildung zur Erzieherin machte und daraufhin in einer Saarbrücker Grundschule arbeitet.

## Literarisches Wirken
Sonja Ruf ist Verfasserin und Herausgeberin von Romanen und Erzählungen. Seit frühester Kindheit erfand sie Geschichten und führte Tagebuch. Noch vor dem Abitur erhielt sie 1985 bei einem literarischen Wettbewerb für junge Autoren einen Anerkennungspreis des Süddeutschen Rundfunks.
Nachdem Sonja Ruf Texte in Zeitschriften und Anthologien veröffentlicht hatte, gelang es ihr, mit ihrem ersten Roman „Evas ungewaschene Kinder“ 1996 Aufmerksamkeit in der literarischen Öffentlichkeit zu finden. Daraufhin wurde sie zum Ingeborg-Bachmann-Wettbewerb in Klagenfurt eingeladen.
Von der Kritik wurde immer wieder ihre unkomplizierte, selbstverständliche und sinnliche Art betont, mit der sie erotische Szenen beschreibt. Ruf entwickelte dabei eine weibliche Perspektive von sexueller Anziehung und Sinnlichkeit, die sowohl heterosexuelle als auch lesbische Beziehungen umfasst. Der Literaturkritiker Ulrich Greiner hob die Leichtigkeit und Einfachheit ihres Stils hervor.

„Eine Schriftstellerin muss bereit sein, ihr Werk immer wieder und wieder zu überarbeiten. Sie genießt den kreativen Flug und scheut sich nicht vor der Mühe. Die Mühe jedoch muss dem Werk am Ende ausgetrieben werden, denn, wo es nach Mühe aussieht, da ist der Autor gescheitert.“

Am häufigsten verkaufte sich jedoch nicht die erotische Literatur, sondern der Roman „Der kluge Säufer“, den sie unter dem Pseudonym Franziska Steinrauch veröffentlichte. Darin beschrieb Ruf das Leben mit einem Alkoholiker.
2019 veröffentlichte Ruf mit „Mallows oder Katzengrütze“ ihr erstes Kinderbuch. Claudia Schwartz lobte das flotte Tempo und die bildreiche Sprache des Abenteuerromans. 2020 kam der Roman „Im Glanz der Kontrolle“ heraus, in dem sie über Menschen schrieb, die sich in der online gesteuerten Welt nicht mehr zurechtfinden. Sein Entstehen wurde als politische Literatur von der stiftung literatur gefördert.
Seit 1990 ist Ruf Mitglied des Verbandes Deutscher Schriftstellerinnen und Schriftsteller (VS).

## Auszeichnungen (Auswahl)
- 1994 ein Stipendium des Deutschen Literaturfonds
- 1996 Literaturstipendium der Kunststiftung Baden-Württemberg und Aufenthaltsstipendium des Literarischen Colloquium am Wannsee, Berlin
- 1996 Teilnahme am Ingeborg-Bachmann-Wettbewerb
- 1999 Moldaustipendium des Hessischen Ministeriums für Wissenschaft und Kunst im Egon Schiele Art Centrum
- 2000 Stipendium „Esslinger Bahnwärter“
- 2003 Heinrich-Heine-Stipendium des Literaturbüros Lüneburg,
- 2004 Reisestipendium vom Auswärtigen Amt nach Rochefort, Belgien für „Die Frau im Fels“,
- 2005 Aufenthaltsstipendium im Stuttgarter Schriftstellerhaus und der Denkmalschmiede Höfgen
- 2007 Aufenthaltsstipendium Kunsthaus Schrebitz,
- 2008 Aufenthaltsstipendien für das Kloster Cismar, Künstlerdorf Schöppingen, Röderhof in den Huybergen und das Wilke-Haus in Bremerhaven.
- 2009 Aufenthaltsstipendium im Ventspils-House, Lettland
- 2010 Aufenthaltsstipendium in der Denkmalschmiede Höfgen
- 2014 Kurd-Laßwitz-Stipendium der Stadt Gotha
- 2016 Aufenthaltsstipendium im Künstlerhaus Schloss Wiepersdorf
- 2019 Werkstipendium der stiftung literatur (gegründet von Dieter Lattmann) für „Im Glanz der Kontrolle“[5]
- 2022 Aufenthaltsstipendium Damra, St. Wendel[6]

## Werke
- Evas ungewaschene Kinder. Nagel und Kimche, Zürich / Frauenfeld 1996, ISBN 978-3-312-00226-9.
- Sprungturm. Konkursbuch-Verlag Claudia Gehrke, Tübingen 2001, ISBN 3-88769-161-X.
- Die Frau im Fels. Konkursbuch-Verlag Claudia Gehrke, Tübingen 2003, ISBN 3-88769-199-7.
- Zwischen Koch und Kellner. Konkursbuch-Verlag Claudia Gehrke, Tübingen 2006, ISBN 3-88769-351-5.
- Frauen in Muschelkalk. Kunstverein Röderhof, Röderhof 2008, DNB 1037933796.
- Erste Lieben. Konkursbuch-Verlag Claudia Gehrke, Tübingen 2010, ISBN 978-3-88769-389-3.
- Franziska Steinrauch (Pseudonym): Der kluge Säufer. Ein Roman von Sucht und Liebe. Konkursbuch-Verlag Claudia Gehrke, Tübingen 2012, ISBN 978-3-88769-775-4.
- Die Liebenden von Starbitz. Konkursbuch-Verlag Claudia Gehrke, Tübingen 2018, ISBN 978-3-88769-690-0.
- Mallows oder Katzengrütze. Kinderbuch. Fabulus-Verlag, Fellbach 2019, ISBN 978-3-944788-70-8.
- Im Glanz der Kontrolle. Roman in drei Teilen, die in beliebiger Reihenfolge gelesen werden können. Konkursbuch-Verlag Claudia Gehrke, Tübingen 2020, ISBN 978-3-88769-477-7.
- Das Flussbad-Wunder und andere Erzählungen. Erzählungen. Konkursbuch-Verlag Claudia Gehrke, Tübingen 2022, ISBN 978-3-88769-463-0.

## Herausgeberschaft
- mit Tillmann Stottele (Hrsg.): Kein Herbst ohne Blätter. Jugendaktionen gegen Umweltzerstörung. Spectrum-Verlag, Stuttgart 1990, ISBN 3-7976-1501-9.
- mit Hochschulverein FHL (Hrsg.): Casino Rosental. Ed. PaperONE, Leipzig 2007, ISBN 978-3-941369-10-8.
- Plus Minus Null – Was von der Arbeit übrig bleibt. 23 Autoren erzählen. FHL-Taschenbuchverlag, Leipzig 2009, ISBN 978-3-941369-14-6.